# System zarządzania bezpieczeństwem w obiekcie
System zarządzania bezpieczeństwem w obiekcie, SMS (od ang. security management system) – globalny system integrujący systemy bezpieczeństwa budynku lub całego obiektu. System pozwala na zarządzanie wszystkimi systemami bezpieczeństwa budynku. Jest jednym z podstawowych systemów zarządzania systemami automatycznego sterowania w budynku. Wraz z systemem BMS wchodzi w skład globalnego systemu zarządzania i sterowania budynku BMCS. 
System SMS integruje inne systemy bezpieczeństwa:
- system sygnalizacji pożaru
- system oddymiania
- system gaszenia pożaru
- system sygnalizacji włamania i napadu
- system kontroli dostępu
- system telewizji dozorowej
- system nagłośnienia ewakuacyjnego.

Zastosowanie systemu SMS nie może naruszać autonomiczności poszczególnych systemów składowych. Nawet w przypadku zerwania komunikacji pomiędzy systemami, każdy z nich musi pracować poprawnie i realizować swoje zadania. Z tego powodu integracja systemów bezpieczeństwa w dużych obiektach może być dokonywana tylko na poziomie oprogramowania. 

## Budowa i działanie
System SMS składa się przeważnie z serwera integrującego, do którego doprowadzone są sygnały alarmowe z central alarmowych systemu sygnalizacji włamania i napadu, z serwera systemu kontroli dostępu, centrali systemu sygnalizacji pożaru i telewizji dozorowej.